# Бермеха (острів)

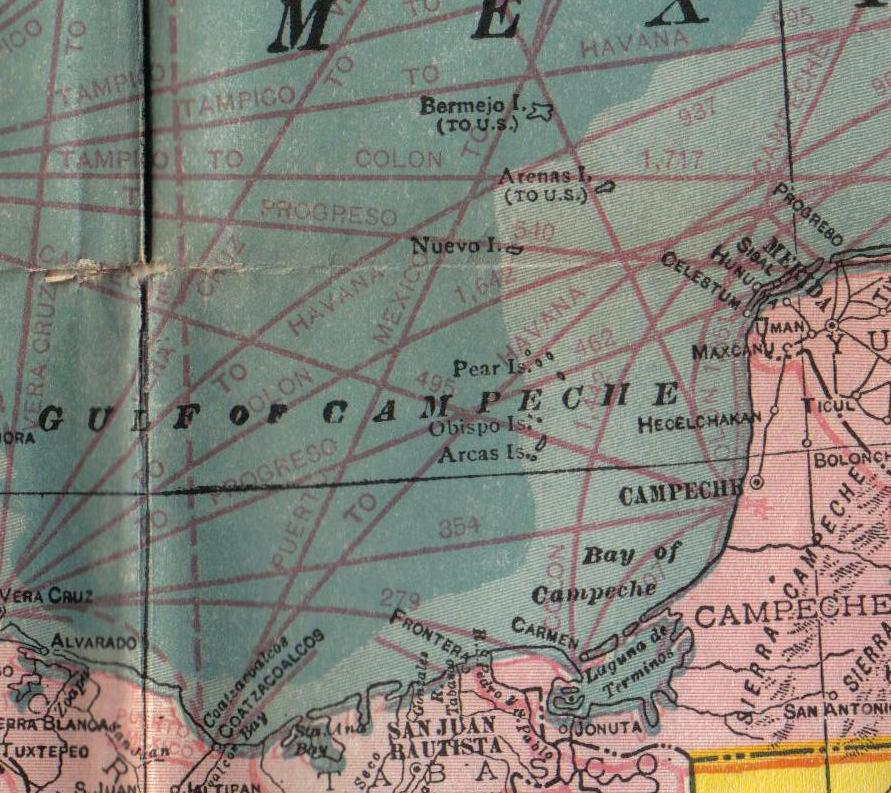
Карта 1914 року зі збірки Девіда Рамзі, де заявляєно претензії США на «Bermejo I.»

Бермеха (ісп. Isla Bermeja), Бермея (англ. Bermeja) — фантомний острів, ймовірно лежав на півночі мексиканського узбережжя півострова Юкатан згідно з картами Мексиканської затоки XVI–XX століть. З 1990-их років питання існування Бермеха стало важливим для визначення приналежності нафтового поля Ойос-де-Дона.
Незважаючи на те, що його місце розташування щодо інших островів було досить точно визначено відомими іспанськими картографами XVI століття й острів було виразно видно на картах до середини XX століття і навіть до 1990-их років, його не було знайдено ні в експедиції 1997 року, ні в докладнішому дослідженні 2009 року, проведеному Національним автономним університетом Мексики за дорученням мексиканської Палати депутатів. 
Вперше острів згадується у списку островів регіону El Yucatán e Islas Adyacentes за авторством Алонсо де Санта Круса, виданому в Мадриді 1539 року. Його точне положення зазначено і в Espejo de navegantes (Севілья, бл. 1540) Алонсо Чавеса, який написав, що з віддалення цей острів виглядає «рудим» (ісп. bermeja). Згідно франко-мексиканському картографові  Мішелю Колпа, з 1844 року британські карти відзначали занурення острова приблизно на 60 морських сажнів.
Спроби пояснення видимого зникнення Бермеха включають помилковість спостережень ранніми картографами, зміни рельєфу океанічного дна, підвищення рівня моря. Колишній конгресмен Мексики Еліас Карденас, що видав 2010 року міждисциплінарне дослідження питання пропажі острова, заявляє, що острів підірвало ЦРУ, щоб «відкрити вікно» зазіхань США щодо включення у виняткову економічну зону США нафтового поля Ойос-де-Дона. Карденас стверджує, що уряд Мексики «має суверенні й історичні права на цей острів». 
Невизначеність становища збільшує пропажа з архівів держустанов Мексики документів, що стосуються підписаного 2000 року Мексикою і США 10-річного мораторію на видобуток вуглеводнів в цій області.
2008 року Мігель Анхель Гонсалес Фелікс, радник з переговорів стосовно родовищ, заявив, що острів було знайдено затонулим, на глибині 40–50 метрів.
Заявляється, що площа острова дорівнювала 80 квадратних кілометрів, що, однак, сумнівно, і тим більше неймовірна можливість вибуху такого великого острова, хоча за картами розмір острова дійсно дорівнював кільком кілометрам.

## Ойос-де-Дона
Нафтове поле Ойос-де-Дона (ісп. Hoyos de Dona, англ. Doughnut Holes), відкриття якого додало питанню існування Бермеха стратегічну значимість, складається з двох частин, що лежать на кордоні США і Мексики у середині Мексиканської затоки, на північний захід і північний схід від Бермеха (див. посилання на карту праворуч).
Зникнення Бермеха призвело до зміни меж 200-мильної економічної зони. Як наслідок, 9 червня 2000 року президенти Ернесто Седільо і Білл Клінтон підписали договір, за яким кордон економічних зон країн в Мексиканській затоці зміщалася на південь, і територія Ойос-де-Дона переходила до США. Мексика продовжила пошуки острова, але безрезультатно.
Нафтові запаси, що перейшли до США, оцінюються в більш ніж 22 мільярди барелів (більше $1,5 трлн в цінах 2018 року).